# Danby Wiske
Danby Wiske – wieś w Anglii, w hrabstwie North Yorkshire, w dystrykcie (unitary authority) North Yorkshire. Leży 54 km na północny zachód od miasta York i 332 km na północ od Londynu. Miejscowość liczy 290 mieszkańców.